# Niemeyera schmidtii
Niemeyera schmidtii là một loài thực vật có hoa trong họ Hồng xiêm. Loài này được (Aubrév.) ined. mô tả khoa học đầu tiên.